# La Pérouse (cráter)

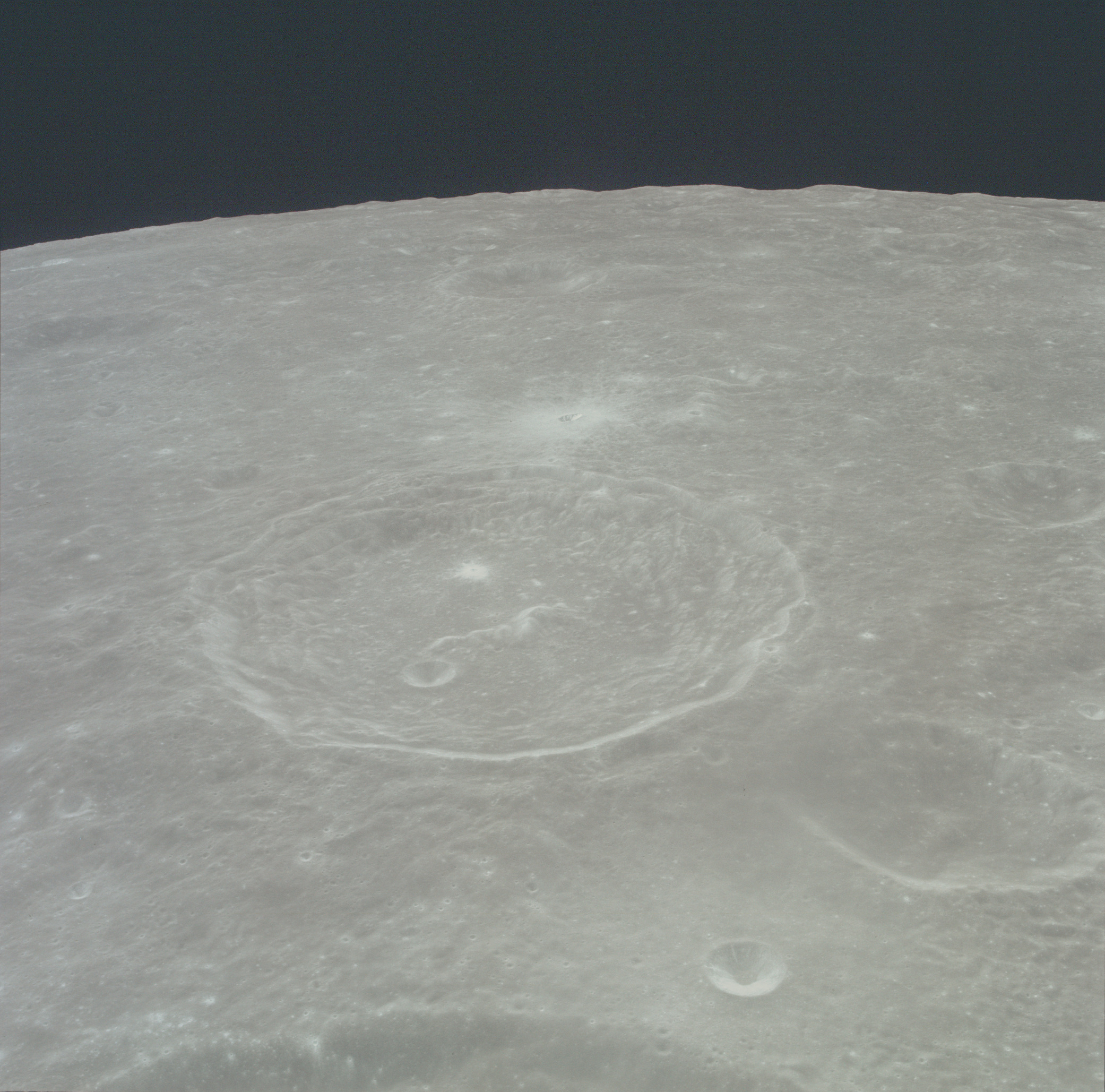
Vista oblicua desde el Apolo 12, mirando al noroeste. El pequeño cráter brillante más allá de la cresta es La Pérouse A, y más al fondo en el centro aparece Von Behring

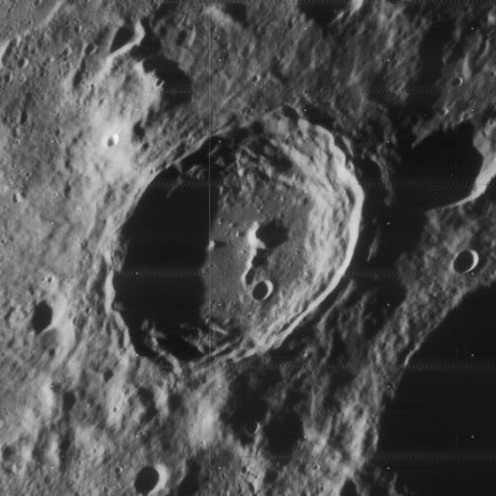
Fotografía de la misión Lunar Orbiter 4 (1967)

La Pérouse es un cráter de impacto que se encuentra cerca de la extremidad este de la Luna, al noroeste del cráter de mayor tamaño Ansgarius, y al este de Kapteyn. Este cráter aparece en escorzo debido a su ubicación, pero el borde es casi circular cuando se ve desde la órbita.
|  |

El borde de La Pérouse no ha sido desgastado significativamente por impactos posteriores, y sus características están bien definidas. Una línea de terrazas cubre la mayor parte de la pared interior, presentando además una serie de pequeñas rampas exteriores. También muestra pequeñas protuberancias hacia el sur-sureste y sur-suroeste. Dentro del suelo interior se localiza una cresta central algo alargada hacia el sudeste, desplazada al noreste del punto medio. Un pequeño cráter marca la parte sureste de la plataforma interior.
El nombre del cráter puede verse escrito en ocasiones como "La Peyrouse".

## Cráteres satélite
Por convención estos elementos son identificados en los mapas lunares poniendo la letra en el lado del punto medio del cráter que está más cercano a La Pérouse.
|            | \| La Pérouse \| Coordenadas \| Diámetro \| \| ---------- \| ----------------------------- \| -------- \| \| A \| 9°18′S 74°42′E / -9.3, 74.7 \| 4 km \| \| D \| 11°12′S 76°36′E / -11.2, 76.6 \| 7 km \| \| E \| 10°12′S 78°30′E / -10.2, 78.5 \| 34 km \| |          |
| La Pérouse | Coordenadas | Diámetro |
| A          | 9°18′S 74°42′E / -9.3, 74.7 | 4 km     |
| D          | 11°12′S 76°36′E / -11.2, 76.6 | 7 km     |
| E          | 10°12′S 78°30′E / -10.2, 78.5 | 34 km    |

La Pérouse A está rodeado por una pequeña zona con materiales ejectados de albedo superior, resultantes del impacto que creó este pequeño cráter. La Pérouse D se encuentra en el extremo sur del pico central, y Pérouse E, un cráter de perfil suave, aparece al este.